# Jaime Julio Aguilar
Jaime Julio Aguilar Sánchez es un exfutbolista mexicano que jugó de portero.

## Clubes
| Club              | País   | Año       |
| ----------------- | ------ | --------- |
| Atlético Español  | México | 1972-1976 |
| Tigres de la UANL | México | 1976-1977 |
| Cruz Azul         | México | 1977-1985 |

## Palmarés

### Títulos nacionales
| Título           | Equipo    | País   | Año     |
| ---------------- | --------- | ------ | ------- |
| Primera División | Cruz Azul | México | 1978-79 |
| Primera División | Cruz Azul | México | 1979-80 |